# Susanne Hart
Sue Hart (Susanne Hart) vivait au Kenya où elle était vétérinaire. Elle est à l’origine des années « Daktari »
(« Daktari » signifiant « docteur » en swahili) dont le mouvement en faveur de la protection de la faune et de la flore africaine a ouvert la voie à une véritable prise de conscience collective.

## Biographie
Née en Autriche, Sue Hart a passé une grande partie de son enfance en Angleterre. Après avoir passé son diplôme à la Royal Veterinary College de Londres en 1950, elle commence à travailler pour la Purdue University en Indiana. Dans les années 1950 elle part pour Port Elizabeth en Afrique du Sud.
Sue se mariera avec une ancienne connaissance de son collège, le vétérinaire Toni Harthoorn.
En 1964, Sue et son mari partent pour le Kenya et y rencontrent George Adamson. Il devient le mentor de Sue et elle apprendra beaucoup sur les animaux sauvages grâce à lui.
Sue et Toni construiront un orphelinat/clinique pour animaux sauvages et ils deviendront des pionniers dans le domaine de la chirurgie sur les lions et les chimpanzés, incluant la chirurgie des yeux.
Sue décède le 6 janvier 2010 à la suite d'un accident vasculaire cérébral.